# Natació al Campionat del Món de natació de 2013 – 200 m estils masculí
Els 200 metres estils masculí es van celebrar entre el 31 de juliol i 1 d'agost de 2013 al Palau Sant Jordi a Barcelona.

## Rècords
Els rècords del món abans de començar la prova:
| Rècord del món       | Ryan Lochte, Estats Units | 1:54.00 | Xangai, Xina | 28 de juliol de 2011 |
| Rècord del campionat | Ryan Lochte, Estats Units | 1:54.00 | Xangai, Xina | 28 de juliol de 2011 |

## Resultats
NR: Rècord nacional

### Sèries[1]
| Posició | Sèries | Carrer | Nom                 | País                           | Temps   | Notes |
| ------- | ------ | ------ | ------------------- | ------------------------------ | ------- | ----- |
| 1       | 3      | 4      | László Cseh         | Hongria                        | 1:57.70 | Q     |
| 2       | 4      | 4      | Kosuke Hagino       | Japó                           | 1:57.73 | Q     |
| 3       | 4      | 2      | Wang Shun           | R.P. de la Xina                | 1:57.83 | Q     |
| 4       | 4      | 7      | Simon Sjödin        | Suècia                         | 1:58.02 | Q, NR |
| 5       | 5      | 4      | Ryan Lochte         | Estats Units                   | 1:58.46 | Q     |
| 6       | 5      | 5      | Thiago Pereira      | Brasil                         | 1:58.54 | Q     |
| 7       | 4      | 5      | Henrique Rodrigues  | Brasil                         | 1:58.73 | Q     |
| 8       | 3      | 5      | Daniel Tranter      | Austràlia                      | 1:58.76 | Q     |
| 8       | 4      | 6      | Markus Deibler      | Alemanya                       | 1:58.76 | Q     |
| 10      | 5      | 3      | Conor Dwyer         | Estats Units                   | 1:58.78 | Q     |
| 11      | 3      | 2      | Kenneth To          | Austràlia                      | 1:59.21 | Q     |
| 12      | 5      | 6      | Daiya Seto          | Japó                           | 1:59.25 | Q     |
| 13      | 4      | 8      | Diogo Carvalho      | Portugal                       | 1:59.39 | Q, NR |
| 14      | 3      | 3      | Roberto Pavoni      | Regne Unit                     | 1:59.41 | Q     |
| 15      | 5      | 1      | Mao Feilian         | R.P. de la Xina                | 1:59.68 | Q     |
| 16      | 3      | 8      | Joseph Schooling    | Singapur                       | 1:59.99 | Q     |
| 17      | 4      | 3      | Jérémy Stravius     | França                         | 2:00.00 |       |
| 18      | 3      | 7      | Gal Nevo            | Israel                         | 2:00.01 |       |
| 19      | 5      | 7      | Federico Turrini    | Itàlia                         | 2:00.02 |       |
| 20      | 4      | 1      | Yakov-Yan Toumarkin | Israel                         | 2:00.13 |       |
| 21      | 5      | 0      | Albert Puig         | Catalunya                      | 2:00.49 |       |
| 22      | 5      | 2      | Ieuan Lloyd         | Regne Unit                     | 2:00.65 |       |
| 23      | 3      | 1      | Andrew Ford         | Canadà                         | 2:01.69 |       |
| 24      | 5      | 8      | Raphaël Stacchiotti | Luxemburg                      | 2:01.71 |       |
| 25      | 2      | 3      | Jakub Maly          | Àustria                        | 2:01.92 |       |
| 26      | 5      | 9      | Michael Meyer       | Sud-àfrica                     | 2:01.96 |       |
| 27      | 4      | 0      | Taki Mrabet         | Tunísia                        | 2:02.22 |       |
| 28      | 3      | 6      | Philip Heintz       | Alemanya                       | 2:02.23 |       |
| 29      | 2      | 0      | Mohamed Khaled      | Egipte                         | 2:02.29 | NR    |
| 30      | 3      | 9      | Jan Świtkowski      | Polònia                        | 2:02.40 |       |
| 31      | 2      | 8      | Yury Suvorau        | Belarús                        | 2:02.60 | NR    |
| 32      | 2      | 4      | Aleksey Derlyugov   | Uzbekistan                     | 2:02.79 |       |
| 33      | 4      | 9      | Ward Bauwens        | Bèlgica                        | 2:03.24 |       |
| 34      | 2      | 2      | Maksym Shemberev    | Ucraïna                        | 2:03.49 |       |
| 35      | 1      | 6      | Irakli Bolkvadze    | Geòrgia                        | 2:03.55 |       |
| 36      | 2      | 5      | Im Tae-Jeong        | Corea del Sud                  | 2:03.61 |       |
| 37      | 2      | 7      | Bogdan Knezevic     | Sèrbia                         | 2:03.72 |       |
| 37      | 2      | 9      | Ensar Hajder        | Bòsnia i Hercegovina           | 2:03.72 | NR    |
| 39      | 1      | 4      | Pavel Janecek       | Txèquia                        | 2:03.83 |       |
| 40      | 3      | 0      | Mitchell Donaldson  | Nova Zelanda                   | 2:03.89 |       |
| 41      | 2      | 1      | Fran Krznarić       | Croàcia                        | 2:04.51 |       |
| 42      | 1      | 3      | Pedro Pinotes       | Angola                         | 2:04.85 |       |
| 43      | 1      | 2      | Christoph Meier     | Liechtenstein                  | 2:05.08 | NR    |
| 44      | 2      | 6      | Miguel Robles       | Mèxic                          | 2:05.43 |       |
| 45      | 1      | 5      | Vasilii Danilov     | Kirguizstan                    | 2:07.66 |       |
| 46      | 1      | 1      | Marko Blaževski     | Macedònia del Nord             | 2:07.78 |       |
| 47      | 1      | 8      | Bartal Hestoy       | Illes Fèroe                    | 2:09.46 | NR    |
| 48      | 1      | 0      | Eli Ebenezer Wong   | Illes Mariannes Septentrionals | 2:09.59 |       |
| 49      | 1      | 7      | Jean Luis Gomez     | República Dominicana           | 2:10.78 |       |
| 50      | 1      | 9      | Douglas Miller      | Fiji                           | 2:14.27 |       |

### Semifinals[2]

#### Semifinal 1
| Posició | Carrer | Nom              | País         | Temps   | Notes |
| ------- | ------ | ---------------- | ------------ | ------- | ----- |
| 1       | 4      | Kosuke Hagino    | Japó         | 1:57.38 | Q     |
| 2       | 3      | Thiago Pereira   | Brasil       | 1:57.52 | Q     |
| 3       | 7      | Daiya Seto       | Japó         | 1:58.03 | Q     |
| 4       | 6      | Daniel Tranter   | Austràlia    | 1:58.10 | Q     |
| 5       | 5      | Simon Sjödin     | Suècia       | 1:58.17 | Q     |
| 6       | 2      | Conor Dwyer      | Estats Units | 1:58.56 |       |
| 7       | 1      | Roberto Pavoni   | Regne Unit   | 1:59.44 |       |
| 8       | 8      | Joseph Schooling | Singapur     | 2:00.49 |       |

#### Semifinal 2
| Posició | Carrer | Nom                | País            | Temps   | Notes |
| ------- | ------ | ------------------ | --------------- | ------- | ----- |
| 1       | 3      | Ryan Lochte        | Estats Units    | 1:57.07 | Q     |
| 2       | 4      | László Cseh        | Hongria         | 1:57.41 | Q     |
| 3       | 5      | Wang Shun          | R.P. de la Xina | 1:57.80 | Q     |
| 4       | 2      | Markus Deibler     | Alemanya        | 1:58.53 |       |
| 5       | 6      | Henrique Rodrigues | Brasil          | 1:59.47 |       |
| 6       | 7      | Kenneth To         | Austràlia       | 1:59.54 |       |
| 7       | 8      | Mao Feilian        | R.P. de la Xina | 1:59.65 |       |
| 8       | 1      | Diogo Carvalho     | Portugal        | 2:00.09 |       |

### Final[3]
| Posició | Carrer | Nom            | País            | Temps   | Notes |
| ------- | ------ | -------------- | --------------- | ------- | ----- |
| 1       | 4      | Ryan Lochte    | Estats Units    | 1:54.98 |       |
| 2       | 5      | Kosuke Hagino  | Japó            | 1:56.29 |       |
| 3       | 6      | Thiago Pereira | Brasil          | 1:56.30 |       |
| 4       | 2      | Wang Shun      | R.P. de la Xina | 1:56.86 | NR    |
| 5       | 3      | László Cseh    | Hongria         | 1:57.70 |       |
| 6       | 1      | Daniel Tranter | Austràlia       | 1:57.88 |       |
| 7       | 7      | Daiya Seto     | Japó            | 1:58.45 |       |
| 8       | 8      | Simon Sjödin   | Suècia          | 1:59.79 |       |